# متروی سئول
متروی سئول (انگلیسی: Seoul Metropolitan Subway) سیستم قطار شهری زیرزمینی در شهر سئول، کره جنوبی است.
این مترو که در سال ۱۹۷۴ تأسیس شده دارای ۲۰ خط، ۲۵۶ ایستگاه و ۳۳۱٫۵ کیلومتر طول می‌باشد.
متروی سئول پایتخت کره جنوبی در سال ۱۹۷۴ بهره‌برداری شد. تمام علائم به دو زبان انگلیسی و کره‌ای است. بعضی نقشه‌ها و نشانه‌ها به زبان چینی هستند. اعلام ایستگاه‌ها به زبان کره‌ای، انگلیسی و در بعضی مواقع ژاپنی و چینی است. رنگ مخصوص هر خط به صورت ممتد روی دیوارها کشیده شده‌است. مسافران با دنبال کردن فلش‌های موجود روی هر خط به‌راحتی می‌توانند مسیر را پیدا کنند.
مترو توسط چهار سازمان مختلف اداره می‌شود. شرکت کوریل در سال ۱۹۷۴ احداث خط ۱ را آغاز کرد. خط‌های ۲، ۳ و ۴ بین سال‌های ۱۹۷۰ و ۱۹۸۰ تأسیس شد. با تشکیل دومین شرکت مترو معروف به SMRT عملیات ساخت خط‌های ۸–۵ در سال ۱۹۹۴ آغاز شد.
از سال ۲۰۰۹ استفاده از RFID به جای بلیت متداول شد. مترو سئول همچنان رو به گسترش است.

## نگارخانه

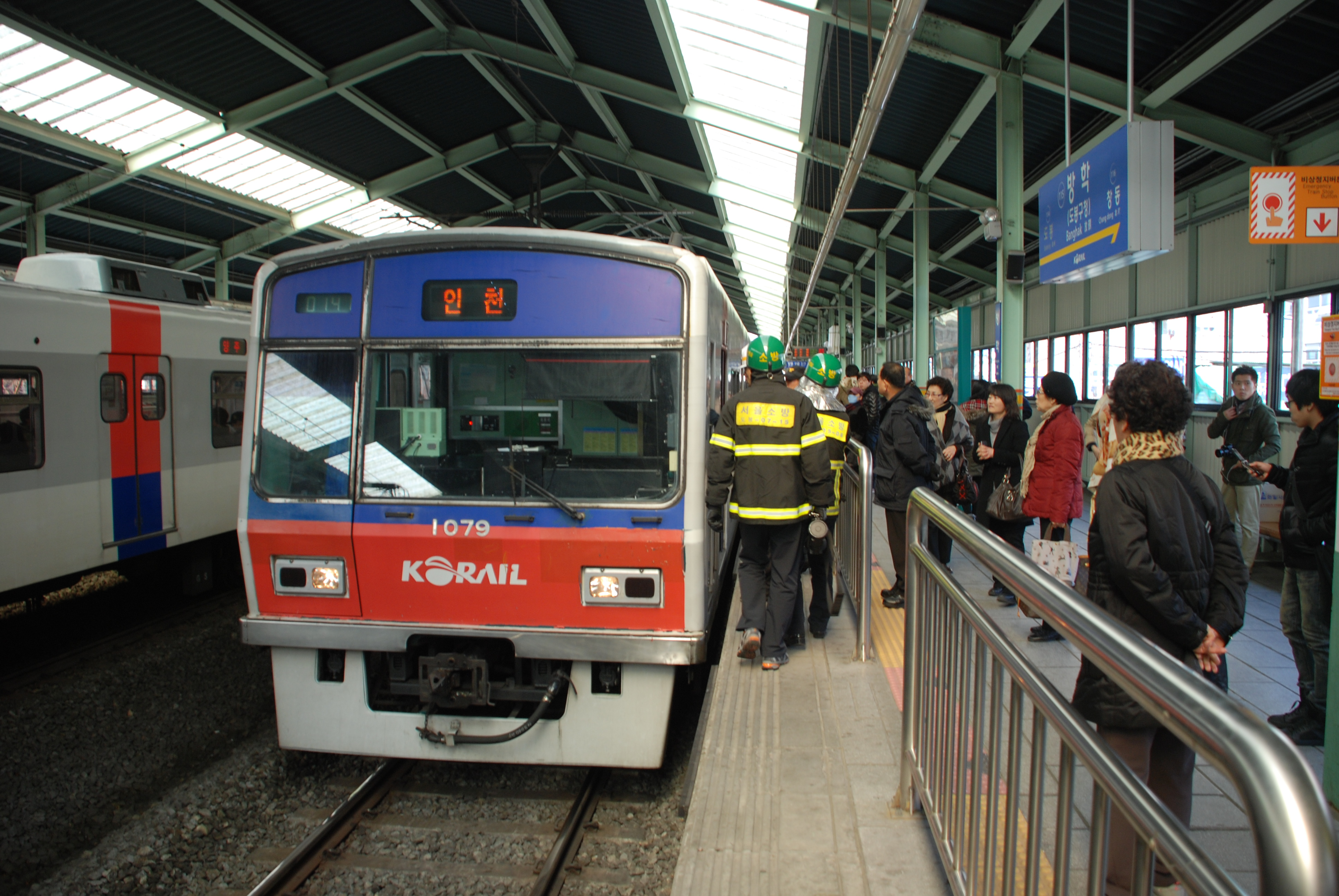
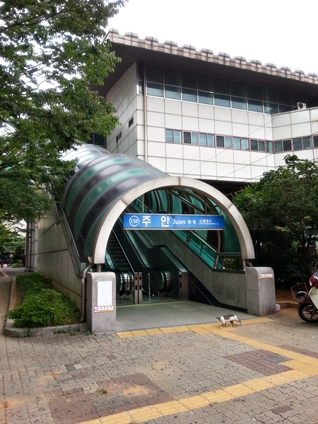
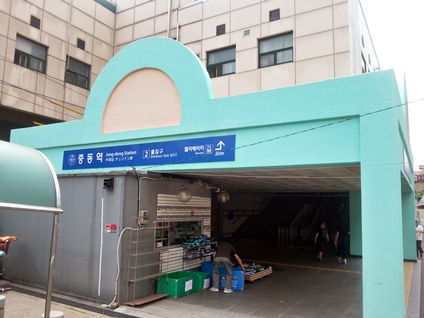
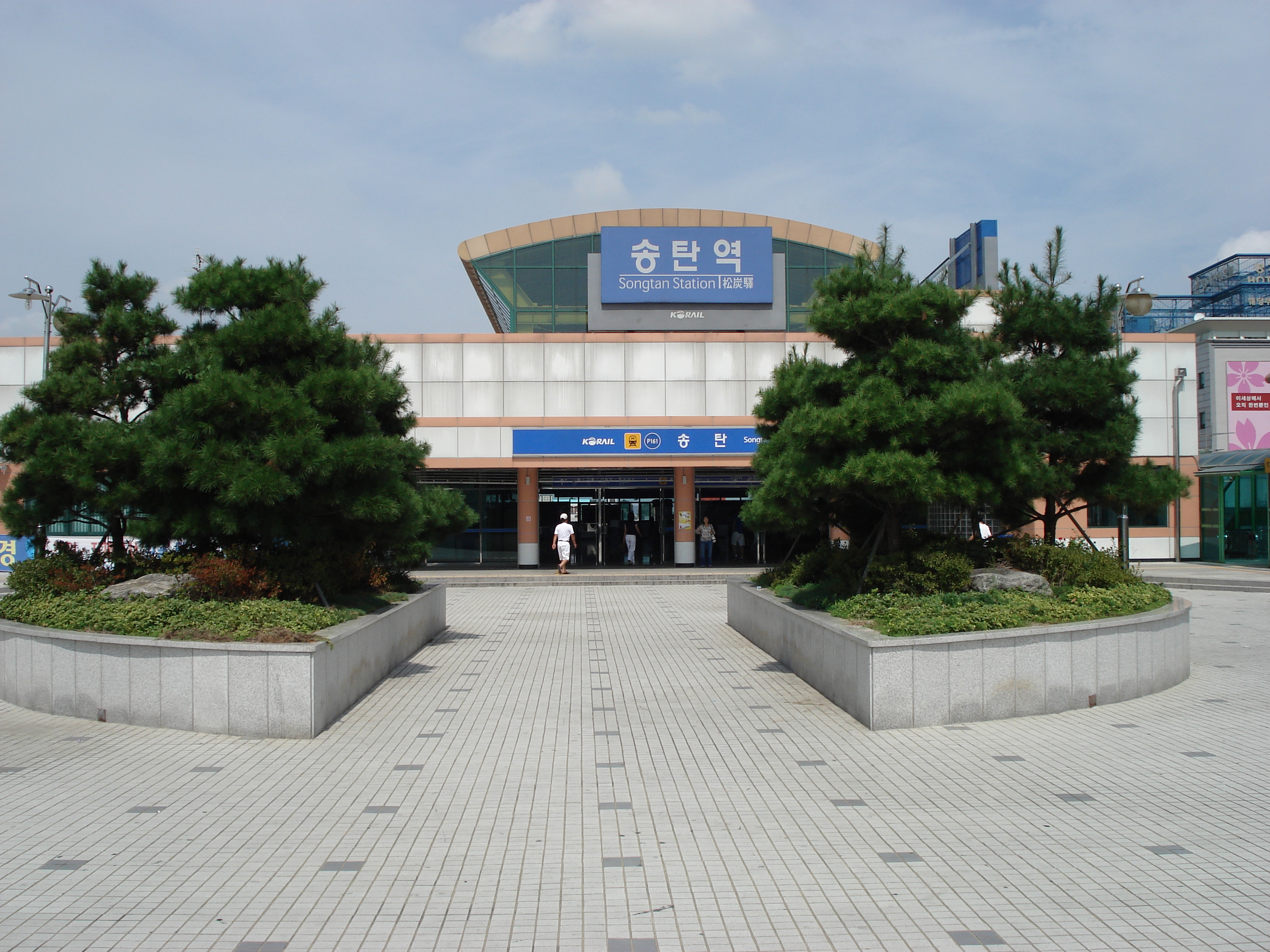
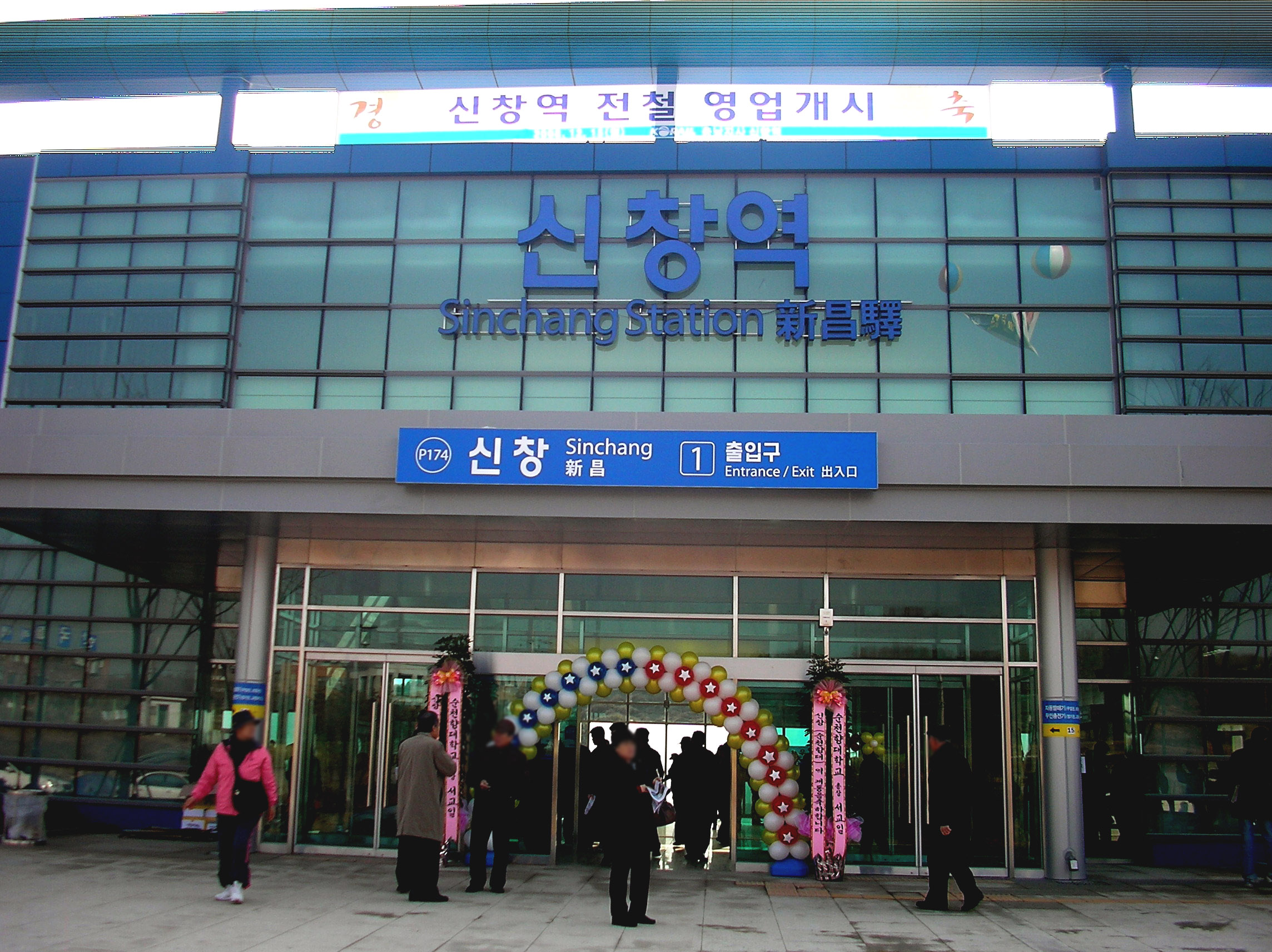
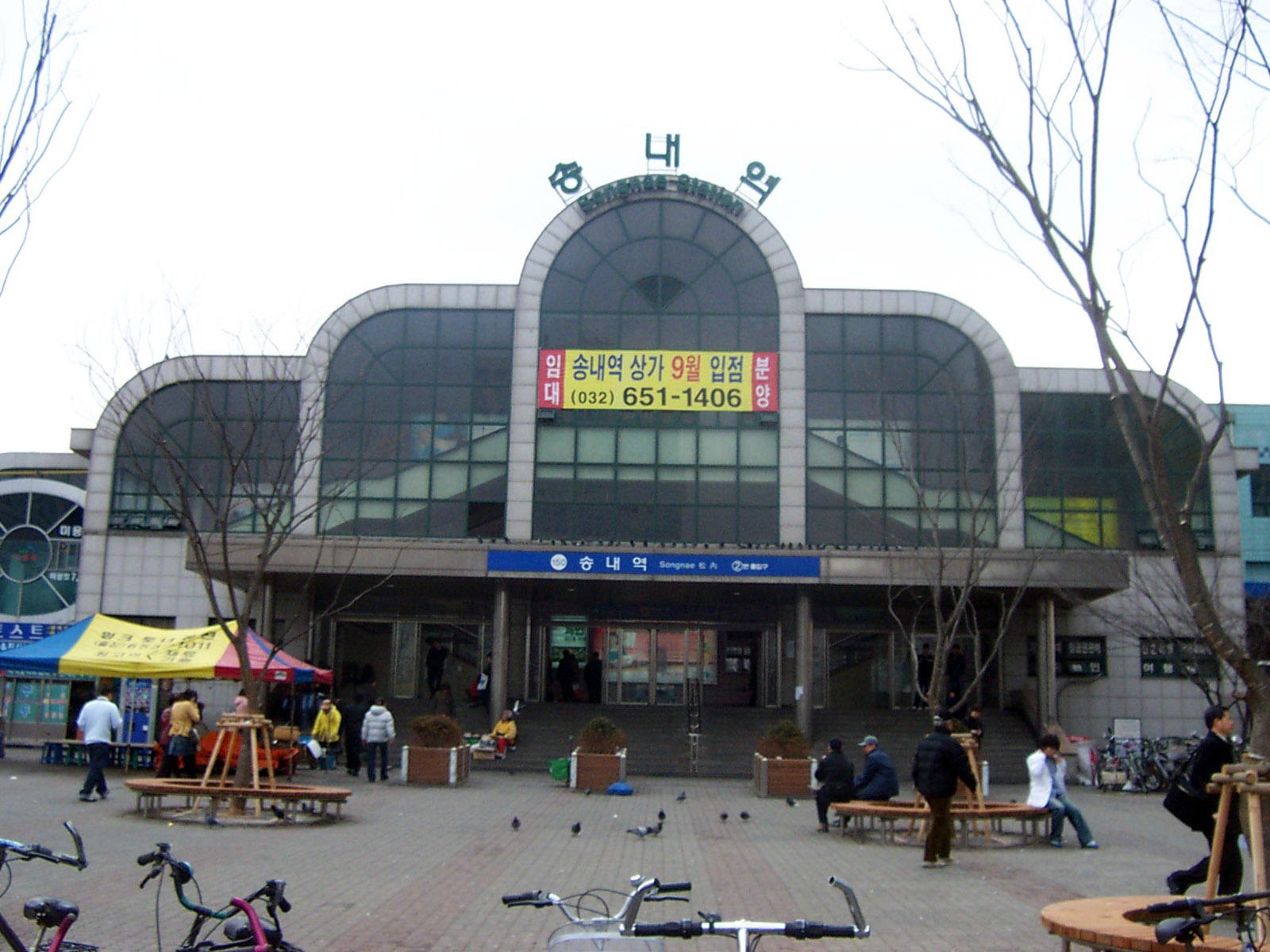
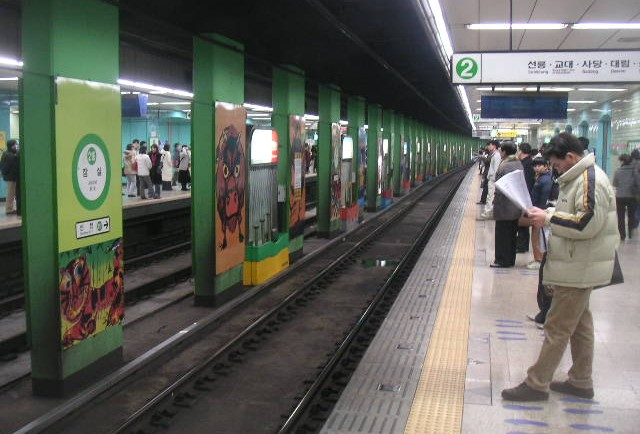
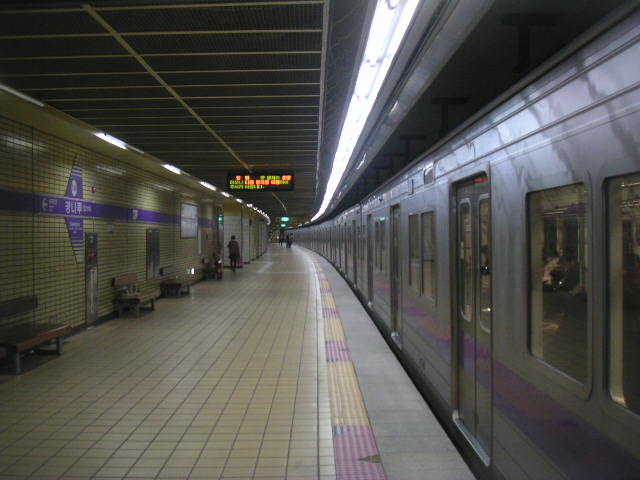
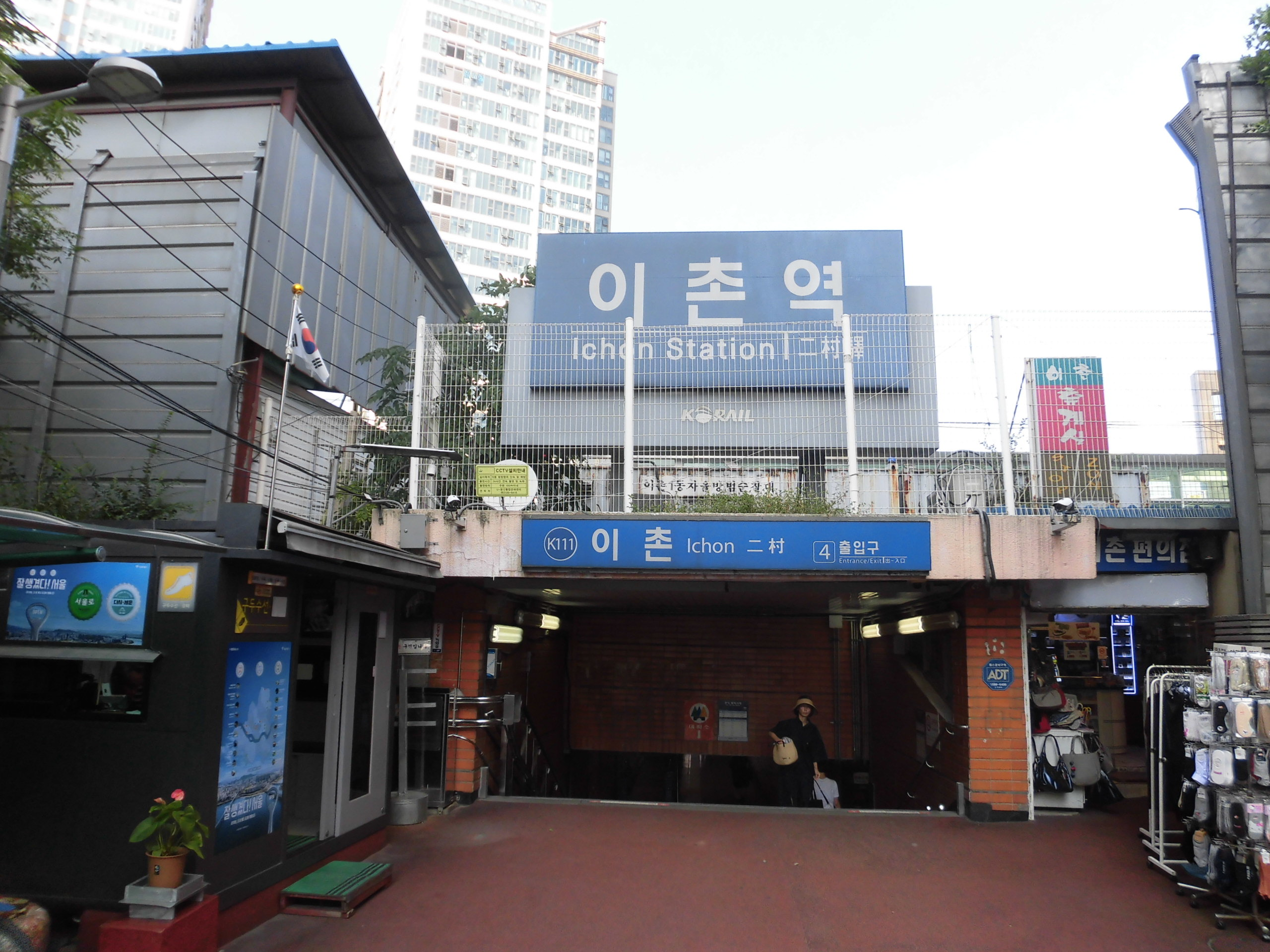